# Kis ormányosmedve
A kis ormányosmedve (Nasuella olivacea) az emlősök (Mammalia) osztályának ragadozók (Carnivora) rendjébe, ezen belül a mosómedvefélék (Procyonidae) családjába tartozó faj.
2009-ig nemének egyetlen fajaként tartották számon, azonban a genetikai kutatások azt mutatták, hogy az Andok két oldalán élő állatok valójában két különböző fajhoz tartoznak. Manapság nemének a típusfaját képezi.

## Előfordulása
A kis ormányosmedve Kolumbia és Ecuador területein fordul elő, ahol 1300-4250 méteres tengerszint feletti magasságban él.

## Alfajai
- Nasuella olivacea olivacea J. E. Gray, 1865 = lagunetae (J. A. Allen, 1913)
- Nasuella olivacea quitensis Lönnberg, 1913

Korábban egy harmadik alfajt, a Nasuella olivacea meridensis-t Thomas, 1901 is számontartottak, azonban ez elnyerte önálló faji státuszát Nasuella meridensis alatt.

## Megjelenése
Bár hasonlít az ormányos medvére (Nasua nasua), jóval kisebb és farka rövidebb. A vastag, durva szőrzete vöröses vagy feketés árnyalatú; a farok sötétbarna kevésbé kivehető gyűrűkkel. A fej-testhossza 26–39 centiméter, farokhossza 20–24 centiméter és testtömege 1-1,5 kilogramm körüli. Ennek az állatnak 40 darab foga van; a fogképlete a következő: {\displaystyle {\tfrac {3.1.4.2}{3.1.4.2}}}.

## Életmódja
Élettartama ismeretlen. Éjszaka aktív. A hímek magányosan védik területüket, míg a nőstények kisebb csoportot alakítanak. Elsősorban rovarokkal táplálkozik, még kisebb gerincesekkel, gyümölcsökkel.

## Természetvédelmi állapota
A kis ormányosmedve ritka állat, de pontos fenyegetettsége nem ismert. A populáció csökkenésének oka az élőhelyének pusztulása, és valószínűleg a vadászata is veszélybe sodorja.

### Fordítás
- Ez a szócikk részben vagy egészben  a   Bergnasenbär című német Wikipédia-szócikk ezen változatának fordításán alapul.  Az eredeti cikk szerkesztőit annak laptörténete sorolja fel. Ez a jelzés csupán a megfogalmazás eredetét és a szerzői jogokat jelzi, nem szolgál a cikkben szereplő információk forrásmegjelöléseként.
- Ez a szócikk részben vagy egészben  a   Nasuella olivacea című angol Wikipédia-szócikk ezen változatának fordításán alapul.  Az eredeti cikk szerkesztőit annak laptörténete sorolja fel. Ez a jelzés csupán a megfogalmazás eredetét és a szerzői jogokat jelzi, nem szolgál a cikkben szereplő információk forrásmegjelöléseként.